# Camí de la Bassa de les Cabres
El Camí de la Bassa de les Cabres és un camí del terme de Reus a la comarca catalana del Baix Camp.
El camí ha desaparegut en part, a causa de la construcció de l'autopista, sobretot per allà on s'encreua amb la carretera de Tarragona. Arrencava del Camí dels Antigons, a la partió dels termes de Reus i La Canonja, a poca distància de la carretera de la Canonja, cap a l'oest. En direcció nord, pujava pels Antigons fins a travessar la carretera de Tarragona. A partir d'aquesta carretera encara és transitable. Fa frontera amb el terme de la Canonja, a l'est de La Boella, s'inclina cap a l'est-nord-est passant a ran d'allà on hi havia hagut la Bassa de les Cabres i penetra al terme de Constantí, vora el Mas de Segarra. Era un dels diversos camins que anaven de La Canonja a Constantí.
La Bassa de les Cabres és una bassa estacional, que s'omple amb aigua de la Mina de la Bassa de les Cabres. Segons Ramon Amigó, el nom encara era molt popular i la descriu de la següent manera: «És un clot relativament gran que recollia l'aigua d'una mina, entre la Carretera de Tarragona i el Barranc del Mas de Segarra. En aquell extrem sud-oriental del terme té molta anomenada». Està situada a l'angle que forma el Camí de la Bassa de les Cabres i un camí que arrenca cap al nord-oest i que va al Mas de Puig. A la confluència d'aquells camins hi ha una gran fita ajaguda on hi ha gravat "La Canonja", tot i que no és un indicador del terme, ja que el de la Canonja comença uns 200 metres al sud-oest. El nom de Bassa de les Cabres s'utilitza per a designar unes partides de terra de la zona i de per allí en avall, en direcció al mar.

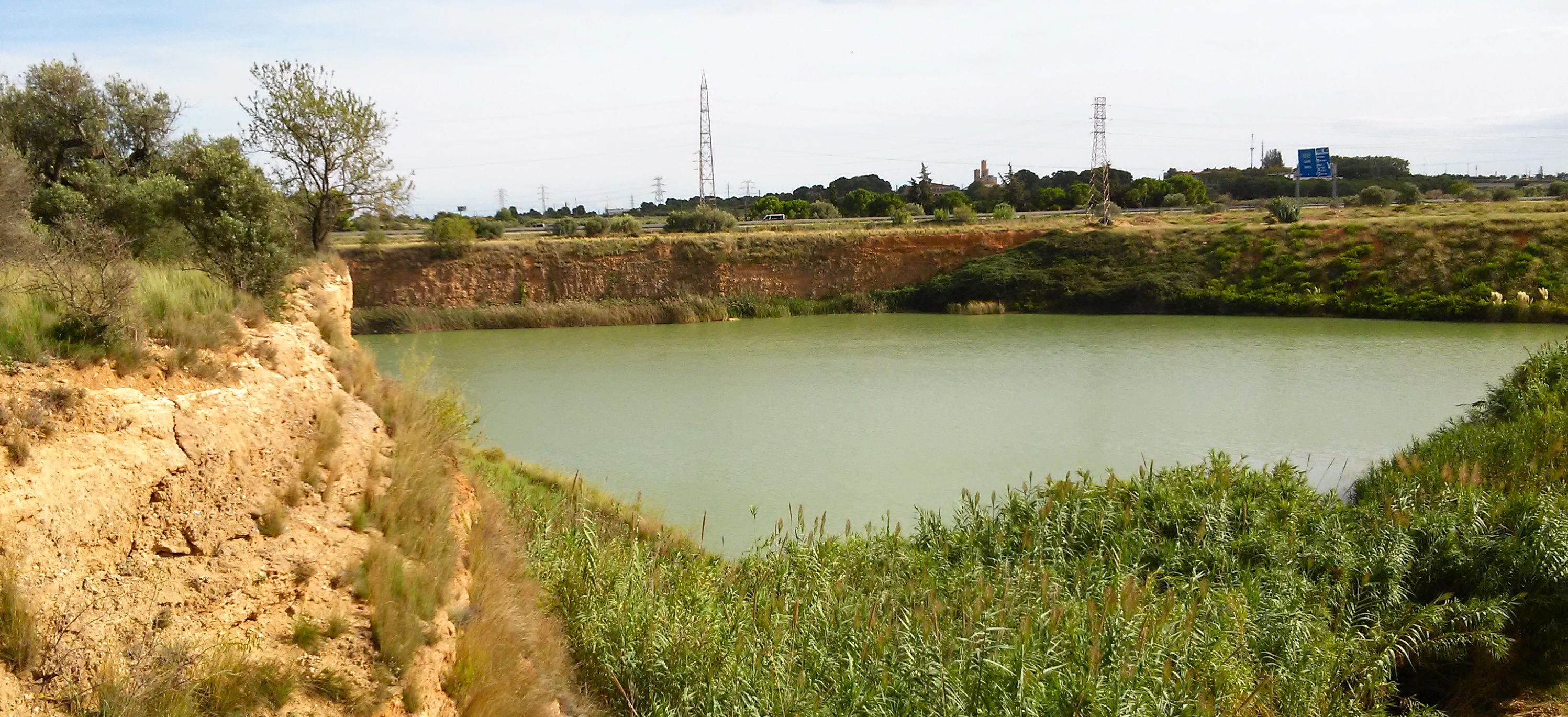
Bassa que ocupa una antiga explotació d'àrids i que es anomenada Bassa de les Cabres en el mapa de l'Institut Cartogràfic de Catalunya
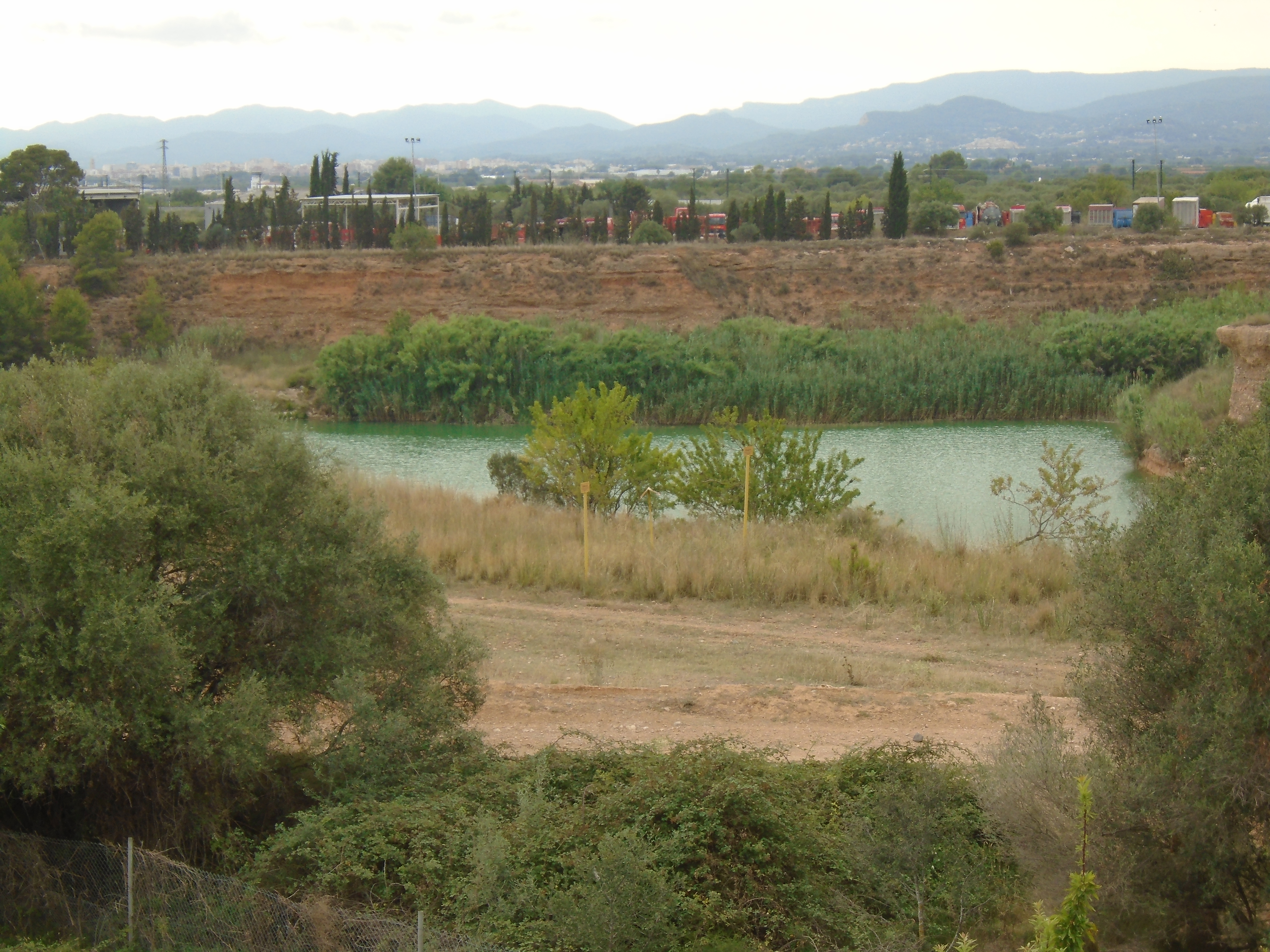
Vista de la bassa des del pont que creua l'autopista
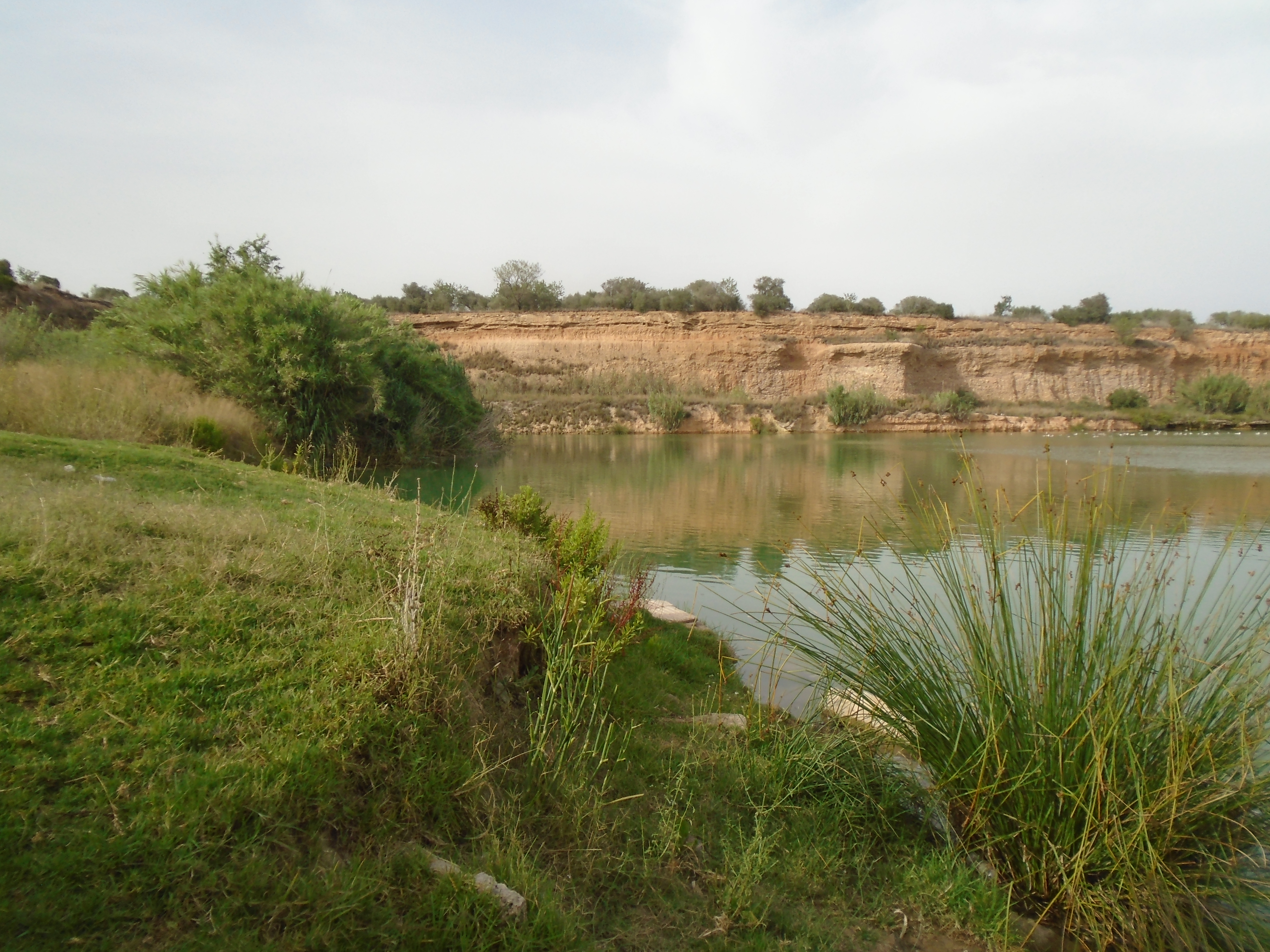
Vista de la bassa des de la seva riba (2020)

A prop de la partida de la Bassa de les Cabres, però ja dins del terme de Constantí, a final del segle xx hi hagué una explotació d'àrids que deixà un clot de grans dimensions que un cop abandonada l'explotació s'omplí d'aigua. Aquesta nova bassa és anomenada Bassa de les Cabres al mapa de l'Institut Cartogràfic de Catalunya i sembla que s'ha produït un desplaçament del nom.